# Der Schatten des Meeres
Der Schatten des Meeres ist ein balladeskes, deutsches Stummfilm-Melodram aus dem Jahre 1912 mit Henny Porten in der Hauptrolle.

## Handlung
Evelyne, eine junge Malerin, ist vorübergehend von der Großstadt ans Meer gezogen, wo sie sich Inspiration für ihre Arbeit erhofft. Eines Nachmittags sitzt sie dort gedankenversunken am Meer, vertieft sich in ihre Skizzen und Zeichnungen und bemerkt gar nicht das steigende Wasser um sie herum. Die Flut setzt ein! Spät erkennt sie die brenzliche Lage und gerät daraufhin in Panik. Rettung naht in Gestalt des jungen Fischers Sven Nansen, der die unbedachte Frau vor dem Ertrinkungstod rettet. Die kurze Begegnung hinterlässt einen starken Eindruck bei beiden. Evelyne bekommt ihren sympathischen Retter nicht mehr aus dem Kopf, und auch der junge Fischer beginnt sich sehr für die so weltläufig erscheinende Dame aus der Stadt zu interessieren. 
Evelyne hört zufällig ein Gespräch zwischen Nansen und seiner Mutter mit. Diese wirft ihrem Sohn vor, sich nicht genügend um seine Verlobte Inge zu kümmern. Für Evelyne ist diese Nachricht ein Schock, wusste sie doch nicht, dass Nansen nicht ungebunden ist. Und so verlässt sie Strand und Meer, denn sie will nicht zwischen ihm und einer anderen stehen. Für Sven Nansen ist die Nachricht von Evelynes Abreise ein schwerer Schock. Aus Verzweiflung und Kummer fährt er mit seinem Fischerboot aufs Meer hinaus, mit der Absicht, sich in den Fluten zu ertränken. Evelyn weiß nichts von dieser tragischen Entwicklung. Monate später schreibt sie einen Brief an Nansen, doch dieser wird mit dem Vermerk „Adressat verstorben“ zurückgesendet. Evelyne kann sich daraus keinen Reim machen und fährt daraufhin an den Ort, wo sie Nansen zum ersten Mal traf. Dort begegnet sie lediglich Svens Mutter und Inge.

## Produktionsnotizen
Der Schatten des Meeres entstand im Messter-Film-Atelier in Berlins Blücherstraße 32, die Außenaufnahmen im Sommer 1912 auf der schwedischen Halbinsel Kullen. Der Film passierte die Zensur im Oktober 1912 und erlebte seine Uraufführung am 7. Dezember 1912. Die Länge des Zweiakters betrug etwa 38 Minuten.

## Einordnung
„Von der Vorlage, einer ostfriesischen Legende, „Der Gonger“, hat sich der Film das Mythische zunutze gemacht, um dem vorwitzigen weiblichen Blick eine Lehre zu erteilen. Doch verfährt die Kamera durchweg dokumentierend; der Film ist hervorragend in den auf der Insel Kullen gedrehten Außenaufnahmen der Meereswogen, des felsigen Strandes, der Dünen und Fischerkaten. Die Heldin der Geschichte ist eine sozusagen emanzipierte Frau, eine junge Malerin. Auf einer ihrer Exkursionen verliebt sie sich in den jungen Fischer, der die ins Malen Versunkene, die andrängende Flut nicht Bemerkende, rettet. Auch sie bleibt dem Fischer nicht gleichgültig, doch er ist verlobt. Evelyn, die Malerin, zieht sich zurück, als sie bemerkt, welches Leiden ihre Verliebtheit heraufbeschwört. Sie verlässt die Insel … und das tödliche Schicksal der Frau nimmt seinen Lauf.“